# 12249 Hannorein
A 12249 Hannorein (ideiglenes jelöléssel (12249) 1988 SH2) a Naprendszer kisbolygóövében található aszteroida. Schelte J. Bus fedezte fel 1988. szeptember 16-án.

## Kapcsolódó szócikk
- Kisbolygók listája (12001–12500)